# Roque Máspoli
Roque Gastón Máspoli, né le 12 octobre 1917 à Montevideo et mort le 22 février 2004 à Montevideo, est un footballeur puis entraîneur de football uruguayen. Très grand pour son époque (1,89 m), il remporte la coupe du monde de 1950 avec l'équipe d'Uruguay au sein de laquelle il occupait le poste de gardien de but. Après sa carrière, il devint entraîneur et fut à trois reprises le sélectionneur de son équipe nationale, la dernière fois en 1997-1998 alors qu'il avait 80 ans, un exemple de longévité.

## Carrière

### En club
En 1934, Roque Máspoli commence sa carrière dans les cages de la réserve de Nacional, il est alors âgé de 16 ans,. Après deux ans passés dans ce club, il joue les trois saisons suivantes dans trois clubs différents : il rejoint Bella Vista en 1936, Wanderers en 1937 et Cerro en 1938. Máspoli passe ensuite deux ans au club uruguayen de Liverpool, de 1939 à 1941.
Mais c'est avec Peñarol, club qu'il supportait enfant et dans lequel il arrive en 1941, que Máspoli prend une nouvelle ampleur. En 1944, il accède pour la première fois au sacre national avec cette équipe ; il en remporte cinq autres avec les manyas, le suivant a lieu dès la saison suivante en 1945. Son troisième titre est acquis en 1949 avec une équipe brillante surnommée La Máquina : après avoir commencé la saison en tant que remplaçant, la blessure du gardien titulaire Flavio Pereyra Nattero lui permet de jouer les dernières rencontres. Les autres titres sont établis en 1951, en 1953 et en 1954. Máspoli reste fidèle à Peñarol jusqu'en 1955 qui marque la fin de sa carrière après onze saisons passées au club.

### En sélection
Roque Máspoli est appelé en équipe nationale d'Uruguay en 1945. Cependant, c'est la coupe du monde de 1950 au Brésil qui le révèle au niveau international. Après une écrasante victoire contre la Bolivie par 8 buts à 0 dans son seul match de poule, la Celeste fait match nul 2 à 2 contre l'Espagne pour sa première rencontre du tour final ; Máspoli et ses coéquipiers s'imposent 3 buts à 2 contre la Suède. Le match contre l'équipe hôte, le Brésil, tient donc lieu de finale : il se joue au stade Maracanã de Rio de Janeiro, le 16 juillet 1950, devant 200 000 personnes,. Máspoli a expliqué plus tard ce qu'il ressentait à ce moment précis : « Il y avait 200 000 personnes dans le Maracanã, c'était l'enfer. Ils mettaient des raclées à tout le monde. Personne ne croyait en nous.... sauf nous! ». Friaça marque le premier but pour les Brésiliens peu après la reprise, le gardien uruguayen n'y peut rien. Schiaffino égalise 20 minutes après, Alcides Ghiggia double la marque offrant ainsi le titre aux Uruguayens. 
Titulaire pour la coupe du monde de 1954 organisée en Suisse, Máspoli n'encaisse aucun but lors des deux matches de la phase de poule ; son équipe élimine ensuite l'Angleterre en quarts de finale mais il ne peut préserver son invincibilité et est battu à deux reprises. La Hongrie parvient à sortir l'Uruguay du tournoi en demi-finales ; le match pour la troisième place contre l'Autriche se solde également par une défaite. 
Máspoli met un terme à sa carrière internationale en 1955 : il a été sélectionné à 38 reprises et a encaissé 62 buts.

### En tant qu'entraîneur
À l'arrêt de sa carrière de joueur et avec quelques kilos en trop, Máspoli devient pour une année entraîneur adjoint de Peñarol aux côtés de son coéquipier lors de l'épopée de 1950, Obdulio Varela,. Il ne fait son retour sur le banc de ce club qu'en 1964 ; c'est une nouvelle carrière fructueuse puisque Peñarol remporte cinq titres de championnats : la première fois dès 1964, saison de son arrivée, puis en 1965, en 1967, en 1985 et 1986. La saison 1966 est celle du double sacre : d'abord la Copa Libertadores contre les Argentins de River Plate, cette victoire leur permet de participer et de remporter les matches aller et retour de la coupe intercontinentale contre le Real Madrid, vainqueur de la coupe des clubs champions européens,.
De 1968 à 1970, Máspoli est pour la première et unique fois membre d'un club européen : l'équipe espagnole d'Elche. La suite de carrière d'entraîneur consiste en une alternance entre Peñarol où il effectue cinq nouveaux mandats et le poste de sélectionneur en équipe nationale à trois reprises, il remporte le tournoi amical Mundialito en 1981. Ces postes sont entrecoupés de participations avec de nombreuses autres équipes : il entraîne notamment les équipes péruviennes du Deportes Lima avec laquelle il gagne le championnat en 1974 et le Sporting Cristal de 1977 à 1979, puis remporte le championnat équatorien avec Barcelona Guayaquil lors de la saison 1987, il a également été à la tête du club paraguayen Olimpia,,.
Il se retire des activités liées au football au milieu de l'année 1998.

## Palmarès

### En tant que joueur
- Champion d'Uruguay avec Peñarol en 1944, 1945, 1949, 1951, 1953 et 1954
- Champion du monde en 1950 avec l'équipe d'Uruguay

### En tant qu'entraîneur
- Champion d'Uruguay avec Peñarol en 1964, 1965, 1967, 1985 et 1986
- Vainqueur de la Copa Libertadores en 1966 avec Peñarol
- Vainqueur de la coupe intercontinentale en 1966 avec Peñarol
- Champion du Pérou en 1974 avec Deportes Lima
- Champion d'Équateur avec Barcelona Guayaquil
- Vainqueur du Mundialito en 1981 avec l'équipe d'Uruguay